# Clonació humana

Diagrama que mostra diferents maneres de reprogramar les cèl·lules durant el desenvolupament dels éssers humans.

La clonació humana és la creació d'una còpia genèticament idèntica d'un ésser humà. El terme s'utilitza generalment per referir-se a la clonació humana artificial, que comprèn la reproducció de cèl·lules i teixits humans. No es refereix a la concepció natural de bessons idèntics. La possibilitat de la clonació humana ha plantejat controvèrsies ètiques. Aquests dilemes ètics han conduït a diversos països a promulgar lleis i reglaments pel que fa a la clonació humana i la seva legalitat.
Dos tipus de clonació humana teòrica comunament discutits són: clonació terapèutica i clonació reproductiva. La clonació terapèutica implica la clonació de cèl·lules d'un ésser humà per al seu ús en ciències mèdiques i trasplantaments, i és una àrea activa de recerca, no obstant això no té aplicació mèdica enlloc del món, segons dades del 2014. Dos mètodes comuns de clonació terapèutica que estan en recerca són la transferència nuclear de cèl·lules somàtiques i, més recentment la inducció de cèl·lules mare pluripotents. La clonació reproductiva implicaria clonar un ésser humà complet en lloc de cèl·lules o teixits específics.

## Història
Encara que la possibilitat de clonar éssers humans va ser causa d'especulació i polèmica durant la major part del segle xx, els científics i legisladors van començar a prendre de debò aquesta perspectiva durant la dècada dels 60.
Joshua Lederberg, genetista guanyador del Premi Nobel, va advocar per la clonació i l'enginyeria genètica en un article en The American Naturalist en 1966 i una altra vegada, a l'any següent, en The Washington Post. Es va suscitar un debat amb el bioètic conservador Leon Kass, qui va escriure en el seu moment que "la reproducció programada de l'ésser humà, de fet, el deshumanitzarà". Un altre guanyador del Premi Nobel, James D. Watson, va publicitar el potencial i els perills de la clonació en un assaig en el The Atlantic Monthly titulat "Cap a l'ésser humà clonal", en 1971.
Amb la clonació de l'ovella Dolly en 1996, mitjançant la transferència nuclear de cèl·lules somàtiques (SCNT per les seves sigles en anglès), la idea de la clonació humana es va convertir en un concorregut tema de debat. Molts països la van proscriure, mentre que alguns científics van prometre crear un clon en els propers anys.
En 2004 i 2005, Hwang Woo-suk, un professor de la Universitat Nacional de Seül, va publicar dos articles a la revista Science en els quals es declarava haver conreat cèl·lules mare embrionàries pluripotents de manera reeixida a partir d'un blastocist humà clonat utilitzant tècniques de transferència nuclear de cèl·lules somàtiques. Hwang va declarar haver creat onze diferents línies de cèl·lules mare específiques patentades. Aquest podria haver estat el primer gran avanç en la clonació humana. No obstant això, el 2006 Science es va retractar de tots dos articles amb evidències contundents que moltes dades experimentals eren falses.
El gener de 2008, el Dr. Andrew French i Samuel Wood, de la companyia de biotecnologia Stemagen, van anunciar que havien creat amb èxit els primers cinc embrions humans madurs usant SCNT. En aquest cas, cada embrió hauria estat creat prenent el nucli d'una cèl·lula de pell (donada per Wood i un col·lega) i inserint-lo en un òvul humà sense nucli. Els embrions es van desenvolupar fins a l'etapa de blàstula, en aquest punt els processos d'estudi els van destruir. Els membres del laboratori van declarar que la seva següent sèrie d'experiments tindria com a objectiu generar línies de cèl·lules mare embrionàries; aquestes cèl·lules serien el "sant grial", útils per a la clonació terapèutica o reproductiva.
El 2011, científics de la Fundació de Cèl·lules Mare de Nova York van anunciar que havien aconseguit generar línies de cèl·lules mare embrionàries, però el seu procés involucrava deixar el nucli de l'ovòcit en el seu lloc, la qual cosa resultava en cèl·lules triploides, inútils per fer clonació.
El 2013, un grup de científics dirigit per Shoukhrat Mitalipov va publicar el primer informe sobre cèl·lules mare embrionàries creades usant SCNT. En aquest experiment, els investigadors van desenvolupar un protocol per a l'ús de SCNT en cèl·lules humanes, que difereix lleugerament de la metodologia utilitzada en altres organismes. Es van derivar quatre línies de cèl·lules mare embrionàries a partir de cèl·lules somàtiques fetals humanes a partir de blàstules. Les quatre línies es van obtenir utilitzant ovòcits del mateix donador, assegurant que tot l'ADN mitocondrial hereditari fos idèntic. Un any més tard, un equip dirigit per Robert Llança en Advanced Cell Technology va informar que havien reproduït els resultats de Mitalipov i demostrat l'eficàcia de la clonació de cèl·lules adultes usant SCNT.

## Mètodes

### Transferència nuclear de cèl·lules somàtiques

Diagrama del procés de transferència nuclear de cèl·lules somàtiques

En la transferència nuclear de cèl·lules somàtiques (SCNT per les seves sigles en anglès) s'extreu el nucli d'una cèl·lula somàtica d'un donador i es trasplanta en un òvul hoste el propi material del qual el material genètic ha estat eliminat prèviament. Després que el material genètic de la cèl·lula somàtica donadora es transfereix a l'ovòcit hoste amb una micropipeta, el material genètic de la cèl·lula somàtica es fusiona amb l'òvul aplicant un lleu corrent elèctric. Una vegada que les dues cèl·lules s'hagin fusionat, la nova cèl·lula es pot desenvolupar-se dins d'una mare substituta o artificialment. Aquest va ser el procés amb el qual es va clonar reeixidament a l'ovella Dolly (vegi la secció d'Història en el present article).

### Cèl·lules mare pluripotents induïdes
La creació de cèl·lules mare pluripotents induïdes (IPSC per les seves sigles en anglès) és un procés llarg i ineficient. El terme pluripotència es refereix a una cèl·lula mare que té el potencial per diferenciar-se en qualsevol de les tres capes germinals: l'endoderma (revestiment interior de l'estómac, tracte gastrointestinal, pulmons), el mesoderma (músculs, ossos, sang, sistema urogenital), o l'ectoderma (teixits epidèrmics i del sistema nerviós). Un conjunt específic de gens, sovint anomenats "factors de reprogramació", s'introdueixen en un tipus específic de cèl·lula adulta. Aquests factors envien senyals en la cèl·lula madura que causen que es converteixi en una cèl·lula mare pluripotent. Aquest procés està altament estudiat; noves tècniques es descobreixen amb freqüència per optimitzar el procés d'inducció.

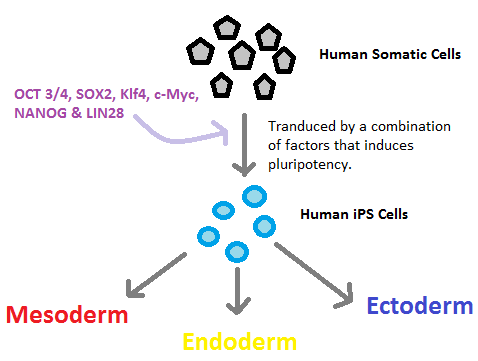
Panorama de les cèl·lules iPS

Depenent del mètode utilitzat, la reprogramació de cèl·lules adultes a cèl·lules iPS per a la seva posterior implantació podria tenir greus limitacions en els éssers humans. Si un virus s'utilitza com un factor de reprogramació per a la cèl·lula, els gens causants de càncer anomenats oncogens podrien activar-se. Aquestes cèl·lules podrien començar a dividir-se ràpidament com a cèl·lules canceroses que no responen als processos de senyalització cel·lular del cos. No obstant això, en 2008 equips de científics van descobrir una tècnica que podria eliminar la presència d'aquests oncogens després d'induir la pluripotencia, augmentant així l'ús potencial de cèl·lules iPS en éssers humans.

### Comparació entre SCNT i reprogramació
Tant el procés de transferència nuclear de cèl·lules somàtiques com les cèl·lules iPS tenen avantatges i deficiències. Històricament, els mètodes de reprogramació han estat més estudiats que les tècniques de SCNT per produir cèl·lules mare embrionàries (CME). No obstant això, els estudis més recents han posat major èmfasi en el desenvolupament de nous procediments de SCNT. El principal avantatge de SCNT sobre les cèl·lules iPS en aquest moment és la velocitat amb la qual les cèl·lules es poden produir. Les producció de CME mitjançant cèl·lules iPS triga diversos mesos, mentre que prendria molt menys temps amb SCNT, aquest fet podria ser important per a aplicacions mèdiques. Nous estudis estan treballant per a optimitzar el procés de cèl·lules iPS en termes de velocitat i eficiència amb el descobriment de nous factors de reprogramació en ovòcits. Un altre avantatge que el procés de SCNT podria tenir sobre el de cèl·lules iPS és el seu potencial per fungir de tractament per a la malaltia mitocondrial, ja que utilitza un ovòcit donador. En aquest moment no es coneixen altres avantatges de l'ús de cèl·lules mare derivades a partir d'un mètode sobre les cèl·lules mare derivades a partir d'un altre.

## Aplicacions actuals i potencials

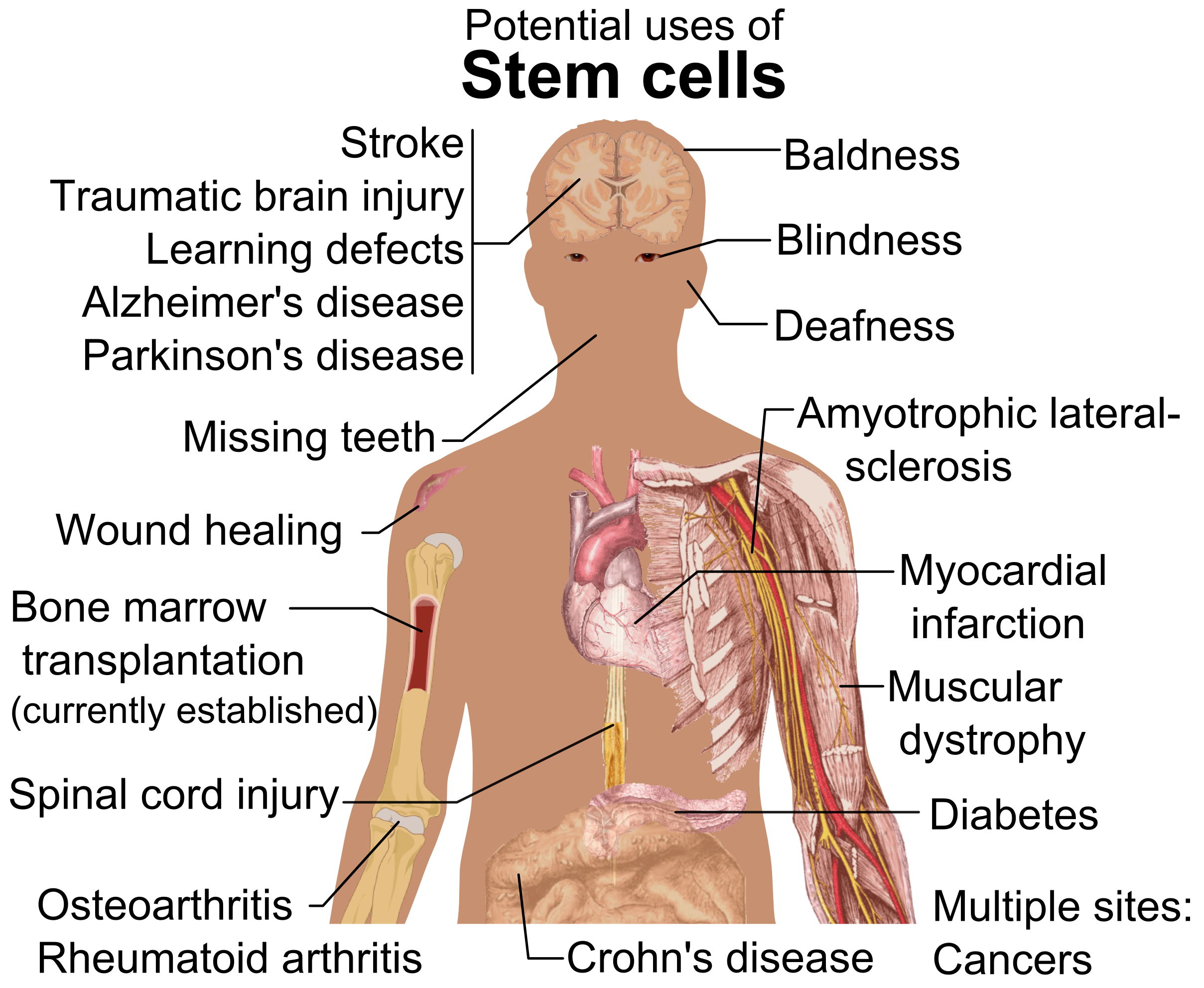
Tractaments amb cèl·lules mare

Els estudis i treballs sobre tècniques de clonació ha avançat la nostra comprensió bàsica de la biologia del desenvolupament dels éssers humans. Les observacions de cèl·lules mare pluripotents humanes conreades ofereixen una major comprensió del desenvolupament de l'embrió humà, que d'una altra manera no es pot estudiar. Ara els científics són capaços de definir amb més exactitud les etapes del desenvolupament humà primerenc. L'estudi de la transducció de senyals conjuminat a la manipulació genètica de l'embrió humà en etapes primerenques té el potencial per proporcionar respostes a moltes malalties i defectes en el desenvolupament. Moltes vies de senyalització específiques en éssers humans han estat descobertes mitjançant l'estudi de cèl·lules mare embrionàries. L'estudi de les vies de desenvolupament dels éssers humans ha proporcionat més evidència als biòlegs del desenvolupament per validar la hipòtesi que les vies de desenvolupament es conserven en les espècies.
Les cèl·lules produïdes mitjançant SCNT o cèl·lules iPS tenen una àmplia gamma d'aplicació en la recerca de la etiologia de les malalties i com a sistemes model per al descobriment de fàrmacs.
Les cèl·lules produïdes mitjançant SCNT o cèl·lules iPS podrien utilitzar-se eventualment com a teràpia cel·lular, o per crear òrgans per a trasplantaments, tècnica coneguda com a medicina regenerativa. La teràpia amb cèl·lules mare és l'ús de cèl·lules mare per tractar o prevenir una malaltia o patiment. Trasplantament de medul·la òssia és una forma àmpliament utilitzada de la teràpia de cèl·lules mare. En aquest moment no hi ha altres formes de teràpia cel·lular amb ús clínic. En l'actualitat s'està desenvolupant recerca per usar teràpies de cèl·lules mare per tractar malalties cardiovasculars, diabetis i lesions en la medul·la espinal. La medicina regenerativa no té pràctica generalitzada, però és altament estudiada per les seves aplicacions potencials. Aquest tipus de tractaments faria possibles els trasplantaments autòlegs, eliminant així el risc de rebuig d'un òrgan trasplantat. Per exemple, un pacient amb una malaltia hepàtica podria obtenir un fetge nou conreat a partir del seu propi material genètic i trasplantat per substituir el teixit danyat. Segons recerques recents, les cèl·lules mare pluripotents humanes són una font prometedora per generar neurones humanes, demostrant el potencial de la medicina regenerativa en els camps de les lesions cerebrals i neurològiques.

## Implicacions ètiques
En termes de bioètica, l'ètica de la clonació es refereix a una varietat de postures ètiques sobre la pràctica i possibilitats de la clonació, en particular la clonació humana. Mentre que molts d'aquests punts de vista són d'origen religiós, les qüestions plantejades per la clonació també s'enfronten a perspectives laiques. La clonació terapèutica o reproductiva d'éssers humans no s'utilitza comercialment; en l'actualitat es clonen animals en els laboratoris i també per a producció ramadera.
Els defensors de la clonació terapèutica hi donen suport al desenvolupament sota l'entès que es poden generar teixits i òrgans sencers per donar-li tractament als pacients que d'una altra manera no poden aconseguir un trasplantament, per evitar la necessitat de fàrmacs immunosupressors, així com per evitar els efectes de l'envelliment. Els defensors de la clonació reproductiva sostenen que els pares que no poden procrear haurien de tenir accés a aquesta tecnologia.
L'oposició a la clonació terapèutica se centra principalment entorn de la situació de les cèl·lules mare embrionàries, que tenen connexions amb el debat sobre l'avortament.
Alguns opositors de la clonació reproductiva tenen la preocupació que la tecnologia encara no està prou desenvolupada per ser segura - exemple d'aquesta postura és la de l'Associació Nord-americana per a l'Avanç de la Ciència en 2014, mentre que altres parts posen l'accent que la clonació reproductiva podria ser propensa a abusos (que conduiria a la generació d'éssers humans per collir els seus òrgans i teixits), conjuminat a les preocupacions sobre com els individus clonats podrien integrar-se en famílies i en la societat en general.
Hi ha un altre punt de vista, que és l'intent de clonació humana, per pretendre recuperar a una persona o ser estimat mort, no obstant això s'obtindria una persona diferent, encara que físicament idèntica al mort, com un germà bessó nascut més tard. Aquesta nova persona estaria influïda per la seva pròpia situació cultural, experiències, família, les seves pròpies opcions en la vida, etc. Per tant, seria pura casualitat que s'aconseguís tornar a tenir un Einstein, un gran esportista, artista, etc o a la mateixa persona, per mitjà de la clonació d'una de les seves cèl·lules.
Els grups religiosos estan dividits, hi ha algunes persones religioses que s'oposen a la tecnologia per considerar-la una usurpació del lloc de Déu (en les tradicions monoteistes) i, per la forma en la qual s'utilitzen embrions, com la destrucció d'una vida humana; uns altres recolzen els beneficis potencials de la clonació terapèutica.

## Legislació vigent

### Austràlia
Austràlia va prohibir la clonació humana, encara que a partir de desembre de 2006, un projecte de llei legalitzant la clonació terapèutica i la creació d'embrions humans per a la recerca de cèl·lules mare va ser aprovada per la Cambra de Representants. La clonació terapèutica és legal en algunes parts d'Austràlia sempre que estigui dins dels límits reglamentaris, i estigui subjecta a la legislació estatal.

### Canadà
La llei canadenca prohibeix les següents activitats: la clonació d'humans, la clonació de cèl·lules mare, el cultiu d'embrions humans per a finalitats de recerca, i la compra o venda d'embrions, esperma, òvuls o qualsevol altre material reproductiu humà. També prohibeix fer modificacions en l'ADN humà que siguin heretables, incloent l'ús d'ADN animal en éssers humans. Les mares de lloguer i la donació d'esperma o òvuls amb finalitats reproductives estan legalment autoritzades. També es permet la donació d'embrions humans i cèl·lules mare per a finalitats de recerca.
S'han fet constants propostes a Canadà per prohibir la clonació reproductiva d'éssers humans des de l'informe de 1993 de la Comissió Real sobre Noves Tecnologies Reproductives.
Les enquestes han indicat que una majoria aclaparadora dels canadencs s'oposen a la clonació reproductiva d'éssers humans a pesar que la regulació de la clonació humana segueix sent un problema de polítiques nacionals i internacionals. La noció de "dignitat humana" és comunament utilitzada per justificar les lleis de clonació. La base per a aquesta justificació és que la clonació humana reproductiva infringeix necessàriament la noció de la dignitat humana.

### Colòmbia
La clonació humana es prohibeix en l'Article 133 del Codi Penal de Colòmbia.

### Unió Europea
La Convenció Europea sobre els Drets Humans i Biomedicina prohibeix la clonació humana en un dels seus protocols addicionals, però aquest protocol ha estat ratificat per Grècia, Espanya i Portugal solament. La Carta dels Drets Fonamentals de la Unió Europea prohibeix explícitament la clonació reproductiva d'éssers humans. La carta és jurídicament vinculant per a totes les institucions de la Unió Europea subscrites al Tractat de Lisboa.

### Índia
L'Índia no posseeix una llei específica relativa a la clonació, però té directrius que prohibeixen la clonació d'éssers humans complets o la clonació reproductiva. L'Índia permet la clonació terapèutica i l'ús de cèl·lules mare embrionàries per a la recerca.

### Romania
La clonació humanoide està prohibida a Romania.

### Sèrbia
La clonació humana està prohibida explícitament en l'Article 24, "Dret a la vida", de la Constitució de Sèrbia de 2006.

### Regne Unit
El 14 de gener de 2001, el govern britànic va aprovar el Reglament de Fertilització Humana i Embriologia (per a finalitats de recerca) de 2001 per modificar de la Llei de Fertilització Humana i Embriologia de 1990 implementant raons admissibles per a la recerca amb embrions per permetre la recerca entorn de les cèl·lules mare i la transferència nuclear, permetent així la clonació terapèutica. No obstant això, el 15 de novembre de 2001, un grup Provida va guanyar un desafiament legal en el Tribunal Superior, que va anul·lar la regulació i va deixar totes les formes de clonació sense regulació en el Regne Unit. La seva esperança era que el Parlament pogués omplir aquest buit mitjançant l'aprovació de lleis prohibitives. El Parlament ràpidament va aprovar la Llei de la Clonació Reproductiva Humana de 2001, que prohibeix expressament la clonació reproductiva. La llacuna restant respecte a la clonació terapèutica es va cobrir quan els tribunals d'apel·lacions van revocar la decisió anterior del Tribunal Superior.
La primera llicència va ser concedida l'11 d'agost de 2004 a un grup a la Universitat de Newcastle per investigar tractaments per a la diabetis, la malaltia de Parkinson i la malaltia d'Alzheimer. La Llei de Fertilització Humana i Embriologia de 2008, una important revisió de la legislació relativa a la fertilitat, va derogar la Llei de Clonació 2001 en fer modificacions de similars a les de la Llei de 1990. La Llei de 2008 també permet l'experimentació amb embrions híbrids humà-animals.

### Organització de les Nacions Unides
El 13 de desembre de 2001, l'Assemblea General de les Nacions Unides va començar a elaborar una convenció internacional contra la clonació reproductiva d'éssers humans. Una àmplia coalició d'Estats, entre ells Espanya, Itàlia, Filipines, Estats Units i Costa Rica, a més de la Santa Seu, van buscar ampliar el debat per prohibir tota forma de clonació humana, assenyalant que, en la seva opinió, la clonació humana terapèutica viola irrevocablement la dignitat humana. Costa Rica va proposar l'adopció d'una convenció internacional per prohibir totes les formes de clonació humana. No s'ha pogut arribar a un consens sobre una convenció vinculant; al març de 2005 es va convocar una Declaració de les Nacions Unides sobre la Clonació Humana, de naturalesa no vinculant, demanant la prohibició de totes les formes de clonació humana contràries a la dignitat humana.
Es planteja un dilema moral, pel fet que es reuneixen per prohibir la clonació humana, però no obstant això, aporten milions de dòlars per la manufacturación d'armes de destrucció massiva. Molts opinen que això és el que haurien de prohibir, i invertir aquests milions de dòlars en la medicina, perquè els avanços assolits, ajudin a guarir malalties que devasten moltes zones del món.

### Estats Units
En 1998, 2001, 2004, i 2007 la Cambra de Representants dels Estats Units va votar sobre prohibir tota clonació humana, tant reproductiva com la terapèutica. En cada vot, les divisions en el Senat sobre la clonació terapèutica va impedir l'aprovació de qualsevol de les dues propostes competents (la prohibició dels dos tipus de clonació o únicament de la clonació reproductiva). El 10 de març de 2010, un projecte de llei (HR 4808) es va presentar amb una secció que prohibiria el finançament federal destinat a clonació humana. Aquesta llei, en cas d'aprovar-se, no impediria la recerca en institucions privades (universitats) que tinguessin finançament privat i federal. Actualment no hi ha lleis federals dels Estats Units que prohibeixin la clonació per complet, i qualsevol d'aquestes lleis presentarien complicades preguntes constitucionals similars a les qüestions plantejades per l'avortament. Tretze estats americans (Arkansas, Califòrnia, Connecticut, Iowa, Indiana, Massachusetts, Maryland, Michigan, Dakota del Nord, Nova Jersey, Rhode Island, Dakota del Sud i Virgínia) prohibeixen la clonació reproductiva i tres estats (Arizona, Maryland i Missouri) prohibeixen l'ús de fons públics per a aquest tipus d'activitats.